# Vulcão San Pedro (Antofagasta)
O vulcão San Pedro é um estratovulcão dos Andes, em Antofagasta, Chile com 6145 metros de altitude. Está ligado ao vulcão San Pablo por um colo alto.